# Взрыв в гостинице «Марриот» (Джакарта, 2003)
Взрыв в гостинице Марриот, Джакарта (2003) — произошёл 5 августа 2003 в Мега Кунингане, Южной Джакарте, Индонезия. Террорист — смертник взорвал подложенную в машину бомбу возле гостиницы сети «Марриот», убив 12 человек и ранив 150. Все убитые были индонезийцеми, за исключением одного голландского бизнесмена, одного датчанина и двух китайских туристов. Гостиница рассматривалась как символ запада, порабощения и колониализма. Гостиница была закрыта в течение пяти недель и вновь открылась 8 сентября.